# Hitchcock (film)
Hitchcock è un film del 2012 diretto da Sacha Gervasi, basato sul saggio di Stephen Rebello Come Hitchcock ha realizzato Psycho (Alfred Hitchcock and the Making of Psycho).
Il film è incentrato sul rapporto tra il regista Alfred Hitchcock e sua moglie Alma Reville durante la lavorazione del film Psyco (1960), partendo dalla storia dell'assassino Ed Gein, che ha ispirato il personaggio di Norman Bates, fino alla distribuzione della pellicola nelle sale cinematografiche nel 1960.

## Trama
Alfred Hitchcock, raccolti gli onori della pellicola Intrigo internazionale che trova consensi di pubblico e critica, si trova in un momento privo di ispirazione per il suo prossimo lavoro. Scartato un lavoro di Whitfield Cook, sceneggiatore che aveva lavorato con lui dieci anni prima in pellicole come Paura in palcoscenico, si appassiona al romanzo Psycho di Robert Bloch, ignorato dai più per gli scabrosi temi trattati. Proprio tale sfida spinge Hitchcock a cimentarsi nella realizzazione di un film incentrato sul romanzo, incontrando notevoli resistenze da parte delle case di produzione e dall'opinione generale degli addetti ai lavori.
Deciso a realizzare la sua opera e supportato dalla moglie Alma, il regista autofinanzia il progetto ipotecando la propria casa e proponendo alla Paramount di non spendere nulla per il girato in cambio della distribuzione della pellicola e del quaranta per cento degli incassi.
Mentre la lavorazione procede, il carattere umano del regista si svela attraverso una serie di sogni che l'uomo compie e nel quale è presente Ed Gein, il killer che ispirò a Bloch la figura di Norman Bates, protagonista del film. Il sospetto si insinua nell'uomo tanto da credere che la moglie Alma abbia una relazione segreta con Whitfield Cook, che frequenta quotidianamente per correggergli un lavoro e intrecciandovi un rapporto non privo di malizie. Le figure femminili che assillano Ed sono le stesse che invadono la mente di Hitchcock, alla ricerca della bionda perfetta che avrebbe incarnato l'ennesima protagonista delle sue pellicole.
Messo sotto pressione dai distributori e sentendosi oppresso dalla critica mai riconoscente nei suoi confronti, afflitto dall'obesità e dai malesseri dell'età, l'uomo riesce a terminare il suo lavoro non senza il sostegno di Alma, che si rivela sempre vicina a lui.
Il film, distribuito in sole due sale ma carico di aspettative per il battage pubblicitario che il regista seppe crearvi attorno, si rivelerà poi il maggior successo commerciale di Hitchcock.

## Distribuzione
Il film è stato distribuito limitatamente il 23 novembre 2012, in modo da permettergli di concorrere agli Oscar 2013. L'anteprima mondiale si è invece tenuta il 1º novembre dello stesso anno, con il film scelto come titolo di apertura dell'AFI Fest 2012.
Il primo trailer è stato diffuso il 10 ottobre 2012. L'uscita italiana del film è stata il 4 aprile 2013.

## Accoglienza
Hitchcock ricevette un'accoglienza mista da parte della critica. Sull'aggregatore di recensioni Rotten Tomatoes il film ha un indice di approvazione del 61%, basato su 205 recensioni da parte di critici professionisti, con un punteggio finale di 6.2 su 10. Su Metacritic, il film ha un punteggio di 55 su 100, basato su 40 recensioni. Il film ricevette critiche positive soprattutto per le performance degli attori, in particolare quella di Helen Mirren, e per lo stile della narrazione. Fu molto apprezzata anche la cura del trucco degli attori, caratteristica che ha permesso al film di concorrere per gli Oscar 2013.

## Riconoscimenti
- 2013 - Premio Oscar
  - Nomination Miglior trucco a Howard Berger, Peter Montagna e Martin Samuel
- 2013 - Golden Globe
  - Nomination Miglior attrice in un film drammatico a Helen Mirren
- 2013 - British Academy Film Award
  - Nomination Miglior attrice protagonista a Helen Mirren
  - Nomination Miglior trucco a Howard Berger, Peter Montagna e Martin Samuel

## Curiosità
Dalla rievocazione è totalmente assente la figura dell'attrice Patricia "Pat" Hitchcock, figlia della coppia nonché membro del cast di Psyco.